# Caladenia doutchiae
Caladenia doutchiae är en orkidéart som beskrevs av O.H.Sarg. Caladenia doutchiae ingår i släktet Caladenia och familjen orkidéer. Inga underarter finns listade i Catalogue of Life.